# Michael Sugar
Michael Sugar ist ein US-amerikanischer Filmproduzent. Er ist bekannt für Filme wie Inside Wikileaks – Die fünfte Gewalt und Spotlight (2015).

## Leben
Michael Sugar besuchte nach seinem Abschluss an der Brandeis University 1995 das United World College–USA in New Mexico. Dann studierte er Jura an der Georgetown University in Washington, D.C. Sein Vater Larry Sugar ist ebenfalls Filmproduzent. Er ist verheiratet mit Lauren Wall Sugar.
In seinen ersten Jahren als Produzent war er als Executive Producer tätig. Er war unter anderem Executive Producer von Filmen wie Machtlos (2007) und Restless (2011).
Später war er Produzent des Films Collateral Beauty. Die Dreharbeiten fanden in New York City statt. Der Film lief in den Vereinigten Staaten am 16. Dezember 2016 an. Der deutsche Kinostart war am 19. Januar 2017.

## Filmografie (Auswahl)
Als Filmproduzent
- 2012: Der Ruf der Wale (Big Miracle)
- 2013: Inside Wikileaks – Die fünfte Gewalt (The Fifth Estate)
- 2015: Spotlight
- 2016: Verborgene Schönheit (Collateral Beauty)
- 2019: The Report
- 2019: Die Geldwäscherei (The Laundromat)
- 2020: Der Fall 9/11 – Was ist ein Leben wert? (Worth)
- 2023: A Killer’s Memory (Knox Goes Away)

## Auszeichnungen
- 2005: Nominierung für den Daytime Emmy Award in der Kategorie Outstanding Children/Youth/Family Special für A Separate Peace
- 2015: Gotham Award in der Kategorie Bester Film für Spotlight, zusammen mit Tom McCarthy, Steve Golin, Nicole Rocklin und Blye Pagon Faust
- 2016: Oscar in der Kategorie Bester Film für Spotlight, zusammen mit Steve Golin, Nicole Rocklin und Blye Pagon Faust
- 2016: Nominierung für den British Academy Film Award in der Kategorie Bester Film für Spotlight, zusammen mit Steve Golin, Nicole Rocklin und Blye Pagon Faust
- 2016: Nominierung bei den Producers Guild of America Awards in der Kategorie Outstanding Producer of Theatrical Motion Pictures für Spotlight, zusammen mit Steve Golin, Nicole Rocklin und Blye Pagon Faust